# تل الفخار (المالكية)
تل الفخار قرية سورية تتبع ناحية المعبدة في منطقة المالكية التابعة لمحافظة الحسكة في أقصى شمال شرق سورية. بلغ عدد سكانها 543 نسمة عام 2004.
تقع على بعد 18 كم تقريبا إلى الجنوب الغربي من مدينة المالكية.